# Каргозеро (озеро, Карелия)
Каргозеро — озеро на территории Идельского сельского поселения Сегежского района Республики Карелии.

## Общие сведения
Площадь озера — 1,5 км². Располагается на высоте 157,0 метров над уровнем моря.
Форма озера многолопастная: берега сильно изрезанные, каменисто-песчаные, местами заболоченные.
Из залива на западной стороне озера вытекает река Карга, впадающая в реку Шобу. Шоба впадает в озеро Шавань, через которое проходит Беломорско-Балтийский канал.
В озере не менее десяти безымянных островов различной площади, однако их количество может варьироваться в зависимости от уровня воды.
К востоку от озера проходит просёлочная дорога.
Код объекта в государственном водном реестре — 02020001311102000007954.